# Mesochorus conspicuus
Mesochorus conspicuus är en stekelart som beskrevs av Schwenke 2002. Mesochorus conspicuus ingår i släktet Mesochorus och familjen brokparasitsteklar. Arten är reproducerande i Sverige. Inga underarter finns listade i Catalogue of Life.